# Investidura presidencial de Gerald Ford

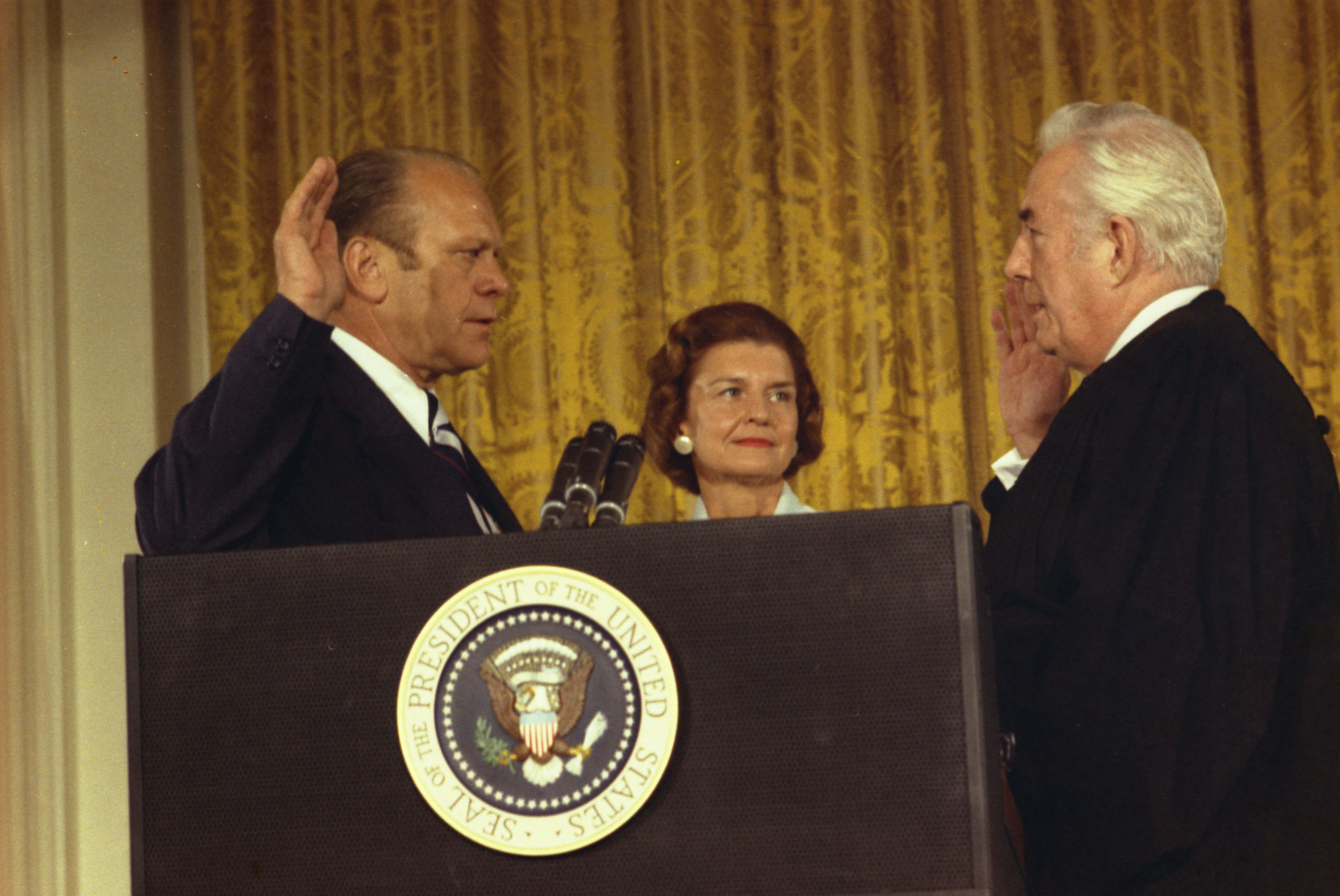
Juramento durante la investidura presidencial de Gerald Ford.

La investidura presidencial de Gerald Ford tuvo lugar el 9 de agosto de 1974. Fue la última "toma de posesión de emergencia" durante el siglo  XX.

## Renuncia del presidente Richard Nixon
El 5 de agosto de 1974, la Corte Suprema de los Estados Unidos dictaminó obligar al presidente a entregar las cintas que serían las pruebas que harían inevitable su inminente destitución. 
El 7 de agosto, una delegación de congresistas y senadores republicanos informó a Nixon que su condena y su destitución por el Senado eran inevitables y le aconsejó que dimitiera. 
El día 8, Nixon se dirigió a la nación y anunció que renunciaría a la presidencia, acto que se hizo efectivo al mediodía del día posterior.
A las nueve de la mañana, el presidente Nixon se reunió en la Casa Blanca con su comitiva personal y algunos dignatarios, incluyendo al Gabinete y el vicepresidente Ford por el tema de la renuncia.
Terminada la misma, Ford (ya a cargo del Poder Ejecutivo) acompañó a Nixon y su esposa Pat hasta la explanada de la Casa Blanca, donde  ambos subieron a un helicóptero oficial. En la escalerilla de la nave, el ahora expresidente saludó con su famosa "V" de victoria antes de partir rumbo a California. 
Los códigos de las armas nucleares fueron dejados en poder del nuevo presidente.

## La investidura

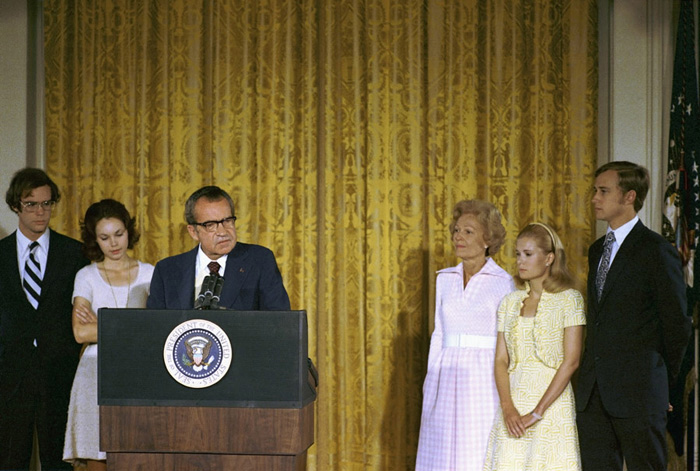
Nixon se despide de su personal, ante la mirada de la primera dama Pat Nixon y el resto de su familia. 9 de agosto de 1974.

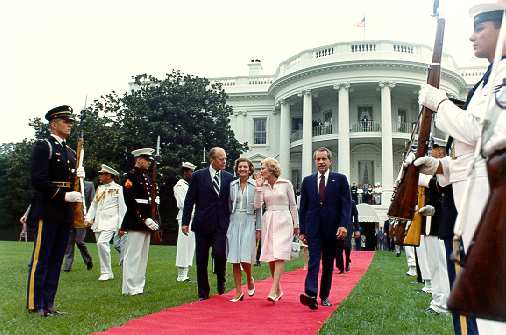
El presidente Gerald Ford y la primera dama Betty Ford despiden al matrimonio Nixon en el Jardín Sur de la Casa Blanca. 9 de agosto de 1974.

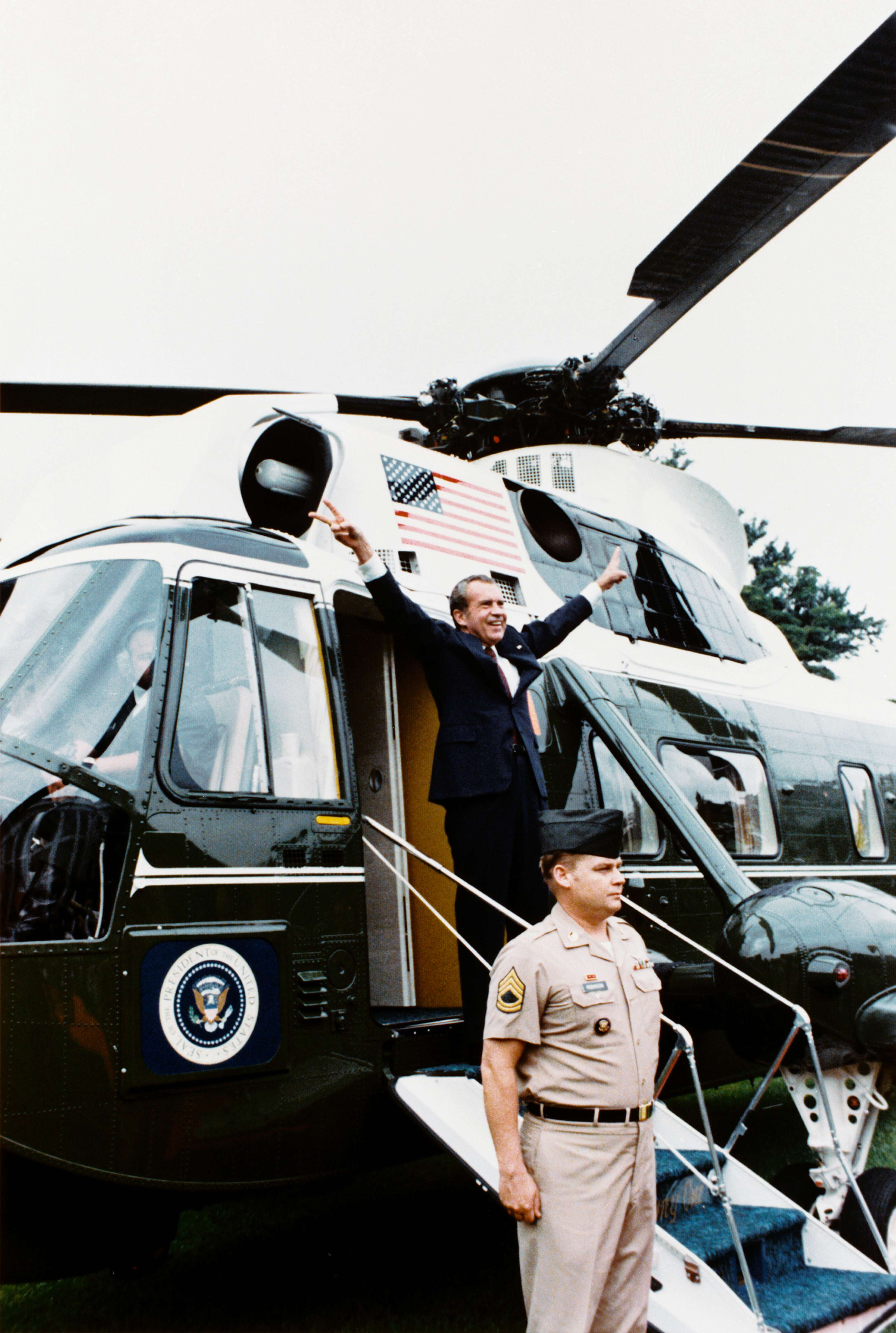
Nixon levanta las manos haciendo la señal de victoria al dejar la Casa Blanca, minutos después de renunciar.

Luego de que Nixon abandonara la sede del Ejecutivo, el personal de la Casa Blanca comenzó con los preperativos para la toma de posesión de Ford. Se añadieron más sillas para los invitados del nuevo mandatario. 
La dimisión de Nixon fue presentada al secretario de Estado Henry Kissinger a las 11:35 a. m. Ford se convirtió en presidente en ese mismo momento, pero tomó posesión formal del cargo a las 12:05 p. m.
El juramento fue supervisado por el juez presidente de la Corte Suprema, Warren Burger, en la Sala Este de la Casa Blanca.

"...I am acutely aware that you have not elected me as your President by your ballots, and so I ask you to confirm me as your President with your prayers. And I hope that such prayers will also be the first of many.
If you have not chosen me by secret ballot, neither have I gained office by any secret promises. I have not campaigned either for the Presidency or the Vice Presidency. I have not subscribed to any partisan platform. I am indebted to no man, and only to one woman--my dear wife--as I begin this very difficult job...
...My fellow Americans, our long national nightmare is over.

Our Constitution works; our great Republic is a government of laws and not of men. Here the people rule. But there is a higher Power, by whatever name we honor Him, who ordains not only righteousness but love, not only justice but mercy..."
Ford dio un discurso inmediatamente después de prestar juramento. Si es o no un discurso inaugural real es controvertida, pero es uno de los más famosos de la historia.
"... Soy muy consciente de que ustedes no me han elegido como su presidente por sus votaciones, por lo que le pido que me confirme que su Presidente, con sus oraciones. Y espero que esa oración sea también la primera de muchas.

Si no ha elegido por votación secreta a mí, ni me he ganado su cargo por cualquier secreto promesas. No he luchado tanto para la Presidencia o la Vicepresidencia. No me he suscrito a ninguna plataforma partidista. No estoy en deuda con nadie, y sólo con una mujer - mi querida esposa - como he de comenzar este trabajo muy difícil ...

... Mis colegas americanos, nuestra larga pesadilla nacional ha terminado.

Nuestra Constitución; nuestra gran República es un gobierno de leyes y no de los hombres. Sin embargo, hay una mayor potencia, por cualquier nombre que le honra, que ordena la justicia, pero no sólo el amor, no sólo justicia sino misericordia ..."
 Discurso inaugural de Ford, 1974 

Inmediatamente después del discurso inaugural de 850 palabras, el presidente Ford presentó su nuevo secretario de prensa, Jerald TerHorst a la prensa, y se reunió con el Gabinete